# مفتش المباحث (مسلسل)
مفتش المباحث هو مسلسل تلفزيوني مصري عُرض أول مرة سنة 1979، بطولة صلاح ذو الفقار، ومن تأليف إبراهيم مسعود وإخراج عبد الله الشيخ.

## ملخص القصة
تدور أحداث المسلسل حول اللواء محيي الشريف (صلاح ذو الفقار) ضابط المباحث الذي يتنكر في شخصية إبراهيم بربش من أجل فك رموز قضية.

## طاقم العمل
- تأليف: إبراهيم مسعود
- إخراج: عبد الله الشيخ
- مساعد مخرج: محمود بكري وعاطف شعلان
- إنتاج: ستوديوهات عجمان
- مدير إنتاج: علاء كامل الغيطاني

## الشخصيات الرئيسية
| - صلاح ذو الفقار - ليلي طاهر - شيرين - رجاء حسين - حسن حسني - حسن مصطفي - سعاد حسين - أشرف عبد الغفور - دينا عبد الله - محمود التوني | - شوقي شامخ - ثريا إبراهيم - قدرية كامل - فتحية طنطاوى - عواطف تكلا - سامية أمين - نادر نور الدين - رشاد حسني - مظهر أمين - سيد محمود |